# What a blast
What a blast is een studioalbum van Tangerine Dream. Het album, dat in 1999 is opgenomen, bevat muziek die de heren schreven bij de gelijknamige film. In de Verenigde Staten kwam het album uit onder de titel Architecture in motion.   

## Musici
- Edgar Froese, Jerome Froese – synthesizers, elektronica

## Muziek
| Nr. | Titel                            | Duur |
| --- | -------------------------------- | ---- |
| 1.  | Stoneyard                        | 6:11 |
| 2.  | Silver siren                     | 4:33 |
| 3.  | Beauty of the blast              | 3:58 |
| 4.  | Dream sculpture                  | 5:30 |
| 5.  | Last trumpet on 23th street      | 4:32 |
| 6.  | Art of destruction               | 7;35 |
| 7.  | Forced to surrender              | 4;35 |
| 8.  | Timesquere (N.Y.Brixmix)         | 9:49 |
| 9.  | Jungle journey (Bond of agesmix) | 6:17 |

In twee van de bovenstaande titels zaten spelfouten die niet op de Amerikaanse persing voorkwamen: Last trumpet in 23rd street en Timesquare. Die Amerikaanse persing moest het wel doen zonder Stoneyard.  